# La Plata
La Plata é uma cidade argentina, capital da província de Buenos Aires. Se localiza a 56 km a sudeste da cidade de Buenos Aires, sendo a quarta cidade mais populosa do país e o quinto aglomerado urbano com mais habitantes, depois de Buenos Aires, Córdova, Rosário e Mendoza. É chamada frequentemente como "a cidade das diagonais", e em menor escala de "a cidade dos tilos". Também é chamada de "Atenas da América." 
A cidade foi planejada e construída especificamente para servir como capital da província, depois que a cidade de Buenos Aires foi declarada federalizada em um Distrito Federal em 1880. Também é o principal centro político, administrativo e educativo da província. A cidade tem uma população de 753.378 habitantes.
A cidade foi fundada pelo governador Dardo Rocha, a 19 de Novembro de 1882, e sua construção foi plenamente documentada em fotografias por Tomás Bradley.  Entre os anos 1952 e 1955, a cidade se chamou Cidade Eva Perón.
Esta cidade planejada é reconhecida por seu traçado, um quadrado perfeito, no qual se inscreve um eixo histórico; bem como o excelente desenho das diagonais que a cruzam, formando pirâmides e diamantes dentro de seu contorno, com bosques e praças colocadas exatamente a cada seis quadras.

## Esportes

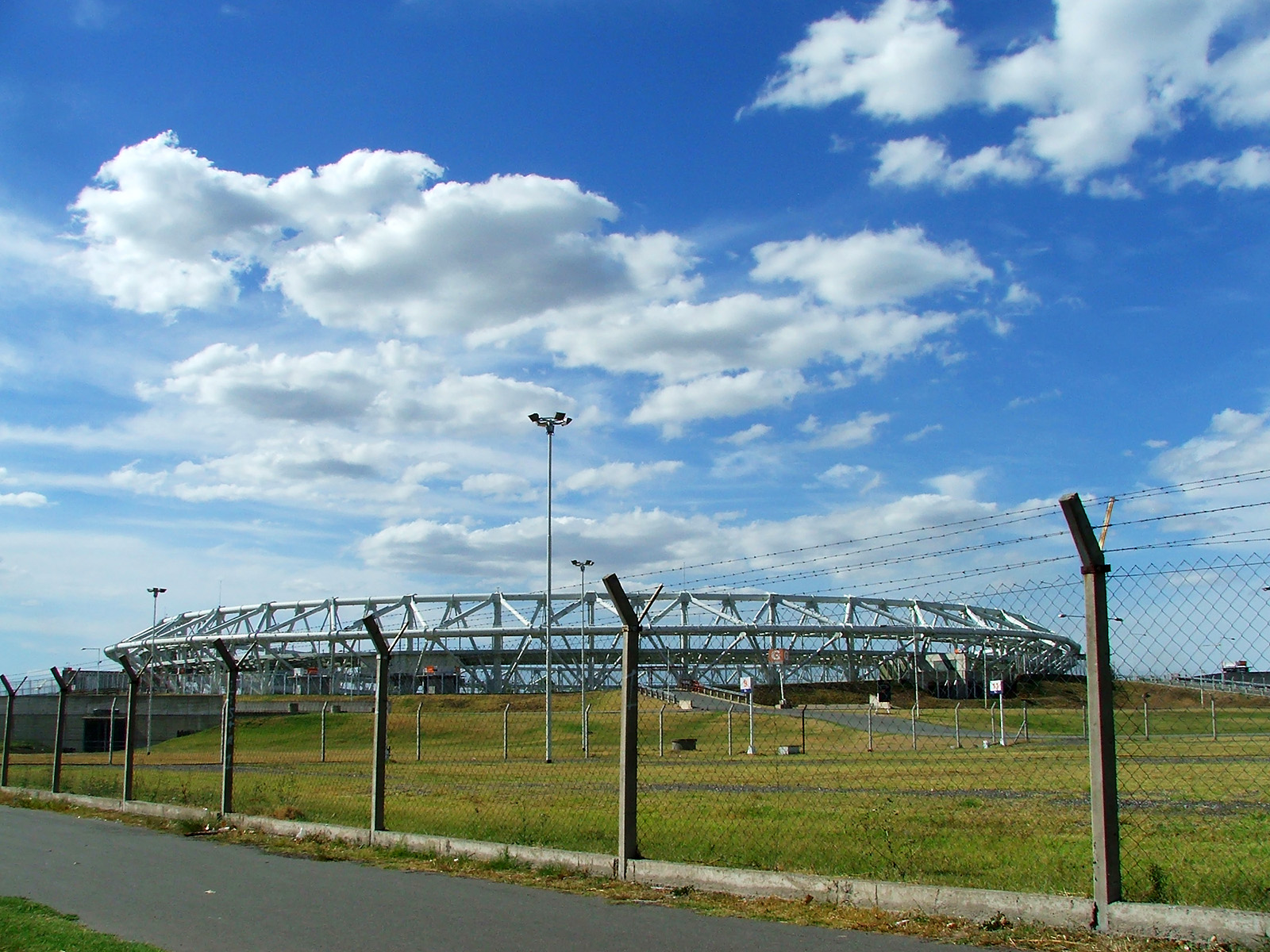
Estádio Cidade de La Plata. Província de Buenos Aires, Argentina.

O esporte mais popular na cidade, como em todo o país, é o futebol. Entre os muitos clubes que jogam futebol na cidade, dois deles destacam-se acima do resto e estes são os clubes Estudiantes de La Plata e Gimnasia y Esgrima La Plata, ambos jogam na Primeira Divisão do futebol argentino. A partir dessas duas equipes saíram grandes jogadores como: Martín Palermo, Francisco Varallo, Juan Sebastián Verón e seu pai, Gustavo e Guillermo Barros Schelotto, Leandro Cufré, entre outros.
A cidade tem também a Liga de Futebol Amador Platense que engloba dezenas de clubes da região, tais como: Club Atlético Estrella de Berisso, La Plata Fútbol Club, Asociación Nueva Alianza, Club Everton, entre outros.
O Basquete tem um lugar no Torneo Nacional de Ascenso, através Gimnasia y Esgrima La Plata. Além disso, através da Associação Platense de Basquetbol, a cidade tem ligas e torneios para todos os níveis e categorias (primeiro, segundo Ascent, U20, Junior, Cadete e Infantil Pré-Infantil), que envolveu clubes: Gimnasia y Esgrima La Plata, Estudiantes, Club Atenas, Unión Vecinal, Centro de Fomento Meridiano V, Club Cultural y Deportivo Juventud, entre outros.
A auto corridas também tem sua importância na cidade das mãos do Turismo Carretera. Para esta competição é um autódromo chamado "Roberto José Mouras" em homenagem ao piloto da Chevrolet histórico faleceu em Lobos, em 1992. Outras informações relativas aos Motorsport na cidade tem a ver com a última argentino-piloto de Fórmula 1, que foi platense Gastón Mazzacane que depois de 21 corridas na Fórmula 1 veio para competir na Champ Car e Top Race V6.
O Rugby, entretanto, é uma disciplina de fãs na cidade. Os clubes mais representativos são: La Plata Rugby Club, Los Tilos, San Luis, Universitario e Albatros.
De nota é a tradicional sede do turfe na cidade. La Plata tem uma pista corrida, o terceiro na ordem de concorrência e oferecer carreiras no país.
Finalmente, no voleibol incluir Gimnasia y Esgrima e Universitario, enquanto que no hóquei, Santa Bárbara e Universitario.

## Economia
De acordo com o Censo Econômico Nacional 2004-2005, um total de 23,844 listas locais, 90% foi dedicado à produção de bens e serviços, de 4% pertenciam à Administração Pública, 2% a semi - fixos ou assentos removíveis justo, 1% para o culto, partidos políticos e sindicatos e os restantes 2% estavam em processo de classificação.
O Levantamento Domiciliar Permanente (EPH) do INDEC, o segundo semestre de 2010, revela que La Plata é a cidade com a maior proporção de pobres no país, com 5,8% de seus habitantes nessa situação.

### Finanças
La Plata tem uma Bolsa de Valores fundada a 16 de outubro de 1960, membro do sistema de bolsa argentina.
Nos ramos da cidade de grandes bancos que operam no país, entre eles estão o Banco Nación, Banco Provincia, Banco Ciudad de Buenos Aires, Banco Hipotecario SA, HSBC, Citigroup, Banco Itaú, BBVA, Macro, ICBC, etc.

## Cultura
A cultura desempenha um grande papel na cidade de La Plata. Isso se reflete na boa quantidade de centros culturais, teatros, museus, cinemas e bibliotecas que estão na cidade, além da Universidade Nacional de La Plata e do observatório astronômico.

- Centros culturais : Pasaje Dardo Rocha Centro Cultural, Centro Cultural Islas Malvinas, Centro Cultural Estação Provincial, Centro Cultural Viejo Almacén El Obrero, Centro de Cultura e Comunicação, Centro Cultural do núcleo, Centro de cadinhos Artísticas, Centro Cultural Los Hornos, Centro Cultural e Social El Galpón de Tolosa, Espaço Cultural Juana Azurduy, Centro Social e Cultural Olga Vázquez.

- Teatros: Teatro Argentino de La Plata, Municipal Teatro Coliseo Podesta, Martin Fierro anfiteatro, Teatro La Nonna, Irmandade do Princess Theatre, Sala 420, Teatro Oficina UNLP, Complejo El Teatro, Teatro	La Lechuza.

- Museus : 
  - Museu de Ciências Naturais
  - Museu de Arte Contemporânea da América Latina
  - Museu Provincial de Belas Artes
  - Museu Municipal de Belas Artes
  - Museu de Instrumentos Musicais Coleção Dr. Emilio Azzarini
  - Museu Histórico do Forte Ensenada de Barragán
  - Museu e Arquivo Dardo Rocha
  - Museu Almafuerte
  - Museu do Teatro Argentino
  - Museu José Juan Podestá
  - Museu da Catedral
  - Museu Ferroviário de Tolosa
  - Museu Indígena Yana Kúntur
  - Museu Internacional de Bonecas
  - Museu Automóvel Coleção Rau
  - Museu do Tango Platense
  - Museu da Polícia do Inspetor Prefeito Vesiroglos
  - Contra-almirante Chalier do Museu Histórico (Escola Naval de Río Santiago).
  - Museu Militar Histórico Tte. Julio A. Roca
  - Museu de Anatomia Veterinária Dr. Víctor M. Arroyo
  - Museu de Artesanato Tradicional Juan Alfonso Carrizo
  - Museu de Astronomia e Geofísica
  - Museu de Botânica e Farmacognosia Dr. Carlos Spegazzini
  - Museu da Física
  - Museu da História da Medicina Dr. Santiago Gorostiague
  - Museu da Anatomia Humana Normal "Prof. Dr. Alberto Leonardo Poli"
  - Museu de Química e Farmácia Biblioteca Prof. Dr. Carlos Sagastume
  - Museu de Odontologia
  - Museu de Ciências Agrárias e Florestais Prof. Julio Ocampo.
  - Museu Héroes de Malvinas, entrada da propriedade de Barragan Fort
- Bibliotecas :
  - Biblioteca Central Geral José de San Martín
  - Biblioteca Municipal Francisco López Merino
  - Biblioteca da Universidade Nacional de La Plata
  - Biblioteca da Assembléia Legislativa da Província
  - Biblioteca Teatral de La Plata "Alberto Mediza".
- Cinemas :
  - Cinema San Martín
  - Cinema 8
  - Cidade do Cinema
  - Cinema Paradiso
  - Cinema Rocha
  - Seleção de Cinema
  - Espaço do INCAA.

A cidade tem uma grande atração pela música, sendo que em cada celebração são organizados recitais. Além disso, grandes bandas de música e folclore foram formadas, como Los Redondos, Virus, Guasones, Opus Cuatro, entre outros. 

## Cidades-irmãs
- Buenos Aires, Argentina